# Franco Bianco
Franco Bianco (Buenos Aires, 12 de septiembre de 1983)
es un músico, compositor, productor y dj argentino.

## Biografía
Franco Bianco nació en el barrio porteño de Belgrano. Su madre es argentina, su padre italiano y ha estado viviendo entre Argentina, Uruguay y Suiza.[cita requerida]
Confeso fanático de Charly García y Los Redonditos de Ricota. En 2001, un amigo cercano viajó a Estados Unidos y regresó con más de cincuenta vinilos de discográficas alemanas y canadienses con muestras de house. Según Bianco, esos discos han marcado gran influencia en su carrera como DJ.
En 2004 hace una presentación como DJ en el festival Personal Fest, compartiendo cartel junto a Pet Shop Boys, Morrisey y Gustavo Cerati, entre otros.
En el 2006 durante una presentación en Montevideo conoce a Nacho Benedetti, y se inicia además de una amistad, una sociedad musical, con el cual edita en 2011 el álbum un disco de versiones bailables de Jorge Drexler.
Ese disco tuvo fuerte impacto en Sudamérica y tuvo como resultado 12 presentaciones en vivo durante dos meses en siete ciudades de América y Europa a finales de ese mismo año.
En 2010, Yamaha apadrinaría su gira mundial presentando el tenorion, instrumento con el que se presentó en Nueva York, Moscú, Zúrich, Tokio y Beirut entre otras 27 ciudades del mundo, siendo esta su gira más intensa en su carrera hasta el momento.
Luego de esta gira, la revista Rolling Stone de Argentina lo catalogó como «el Messi del techno».
Con varios discos editados a sus espaldas, en el año 2011 desarrollaría junto a Nacho Benedetti, el disco de versiones bailables de Jorge Drexler.
Previo a las elecciones del 2011 compuso una canción (de descarga libre y gratuita) para acompañar un discurso de Cristina Fernández de Kirchner. que ha cosechado hasta el momento más de 150 mil reproducciones y descargas en la plataforma SoundCloud.
En lo profundo (12"), editado en vinilo, contiene versiones a cargo de John Tejada, Gabriel Ananda, Samuel L Session y Cari Lekebusch.
En 2009 participó en el Zúrich Street Parade, en 2010 en el Circle of Love, y en las ediciones de Creamfields BA (Buenos Aires) de 2008, 2009, 2010 y 2013.
Franco Bianco es residente desde el año 2009 en dos festivales internacionales: Secret Island Festival
(en Suecia) y Midsommar Festival ―en sus ediciones de Berlín (Alemania) y Lucerna (Suiza)―.
También se ha presentado en las ediciones de Creamfields BA del 2008, 2009, 2010 y 2013.
Desde 2016 hasta la actualidad, conduce junto a Raffaella Becchina el programa de radio semanal Argentina Electrónica en Futurock FM, siendo este el único programa de radio semanal dedicado a la música electrónica con más de 60 invitados de renombre entre los que encontramos a Richie Hawtin, Sven Vath, Miss Kittin, Sander Kleinenberg, Ellen Allien, Satoshi Tomiie y Dubfire por solo nombrar algunos.

## Discografía

### Recopilaciones
- 2006: Unfoundsound, Unhappy Anniversary V.2.
- 2007: Miniscule, Miniscule One.
- 2007: Minuendo Recordings, Estímulos aleatorios, Vol 1.
- 2007: Miga, Tangencial.
- 2008: Meerestief Digital, Descent.
- 2008: Gastspiel Recordings, Annihilating Rhythms Vol. 4.
- 2008: Budenzauber Recordings, Budenzauber Volume Two - 25 Minimal Techno Tracks.
- 2008: Gastspiel Recordings, Best Of 2008 - Minimal Edition.
- 2008: Agua y Sed, Cyanoliseus Patagonus Vol. 01.
- 2009: Darek Recordings, Aleph Compilation: Part One.
- 2009: Spielmann Musik, Interplay Vol.1.
- 2009: Multi Vitamins, Various Artists.
- 2010: Vekton Musik, Twenty Twenty.
- 2012: Darek Recordings, The Blue Edition.

### Discos
- 2006: Franco Bianco - La Paloma (Italo Business).
- 2006: Franco Bianco - La Balconada (Italo Business).
- 2007: Franco Bianco - Transoceánico EP (Miniscule).
- 2007: Franco Bianco - Transoceánico Remixes (Miniscule).
- 2007: Franco Bianco - Fiorella's Escape (LesIzmo:r).
- 2008: Franco Bianco - Mola EP (Dilek Récords).
- 2008: Franco Bianco - Orígenes (Miga).
- 2009: Franco Bianco - Garchantes EP (Hypercolour).
- 2009: Franco Bianco - Planchete Lateral EP (Dilek Récords).
- 2011: Franco Bianco & Nacho Benedetti - Jorge Drexler Remixes (Dilek Récords).
- 2014: Franco Bianco - En Lo Profundo (Dilek Récords).
- 2015: Franco Bianco - En Lo Profundo Remixes (Darek Recordings).

### Remixes
- Donor - Broken Concept (Miniscule).
- MarkoJux - Ionenalter (Pinksilver Net).
- Room 10 - Allende (Pinksilver Net).
- Daniela Stickroth - Chest In The Attic (Meerestief Records).
- The Horrorist & Miro Pajic - Blueprint (Lazerslut Recordings).
- Lega - Sunken Sleep (Miniscule).
- Truss - Dixton (Miniscule).
- Hypnotic Spin Rene Hamel (Seta Label).
- Randomatique - Tears (Rumpfunk Records).
- Shenoda - Speak Easy (Hypercolour).
- Mimanson - Escafandra (Darek Recordings).
- Marco Effe - Harmonic Land (Darek Recordings).
- Donor - Pecking Order (Miniscule).
- Mike Wall vs. Oliver Markreich & The Bastards - Sol (Lørdag).
- Llydo - Quinchos EP (Dilek Records).
- Marquez Ill - Regret (Voltage Musique Records).
- Mini - Walking (Space Factory).
- Itzone - Jau Lou Kan Yu Gou (Blaq Records).
- Mandy Jordan - Me To You (Vekton Musik).
- Signal Deluxe - Yerba Buena (Pantamuzik).
- Caessar & Saga- - Soft Nights (Monique Musique).